# Lukie D
Lukie D, född Michael Kennedy 1972, är en reggaeartist som är född och uppvuxen i Kingston, Jamaica. 
Lukie D började sin karriär som underhållare på olika sound systems. Som sådan skaffade han sig grundläggande erfarenheter genom att vara en lyhörd selector som valde och spelade de skivor de dansande ville ha, toaster som peppade publiken, deejay för att skapa dancehallkänsla, den tekniker som satte upp och skötte anläggningen, samt även chaufför av den lastbil som transporterade anläggningen till olika stadsdelar i Kingston och till mindre jamaicanska städer.  
Hans popularitet som underhållare tog honom så småningom till inspelningsstudion och 1993 fick han en stor hit med dancehall-låten "Centre of Attraction". Han hade även framgångar med andra låtar där han fick hjälp av gästspelande dancehall-artister som Beenie Man, Mikey Spice och DJ Determine.
Hans framgångar gjorde att han även kunde uppträda på det amerikanska fastlandet. I USA tog han intryck av många fler musikaliska influenser, och 1997 släppte han ett coveralbum med bland annat reggaeversioner av AC/DC- och Queen-låtar. Detta ledde till uppmärksamhet och positiv kritik i USA, men dancehall-publiken hemma på Jamaica förstod sig inte alls på dessa låtar.
Samtidigt som Lukie D fortsatte sin solokarriär anslöt han sig till vokalistgruppen L.U.S.T, som hade vissa framgångar både på Jamaica och USA. År 1999 lämnade Lukie D gruppen.  

## Diskografi
Studioalbum
- 1989 – Golden Rule
- 1996 – Center of Attraction
- 1997 – The Place to Be
- 2005 – Eyes on the Prize
- 2005 – Be Strong
- 2006 – Deliver Me
- 2006 – Shelter Me
- 2009 – Love Again